# Пеет Валлак
Пе́ет Ва́ллак (ест. Peet Vallak; справжнє ім'я: Пее́тер Пе́даяс / Peeter Pedajas; *23 червня 1893, Суйтсукюла, сьогодні муніципалітет Саарде, Пярнумаа — †17 березня 1959, Тарту, ЕстРСР, СРСР) — естонський письменник-прозаїк, відомий своїми новелами.

## З життєпису
Пеет Валлак закінчив Пярнуську прогімназію в 1911 році. 
Від 1908 року писав малу прозу. Але спершу будував кар'єру митця. У 1913 році відвідував уроки мистецтва в Тарту у Кріст'яна Рауда, а з 1913 по 1915 рік — у Петрограді . 
Під час Першої світової війни працював журналістом. Потім брав участь у війні за незалежність Естонії проти радянської Росії.
У 1921-22 роках Валлак продовжив навчання в художній школі Палласа в Тарту. Потім він влаштувався як вільний письменник і рисувальник. 
У 1938—1940 роках був драматургом театру «Ванемуйне» в Тарту.

## Творчість
Пеет Валлак писав переважно повісті та оповідання, завдяки яким став відомим як прозаїк у міжвоєнний період. У центрі уваги часто драматичні або дивні події в житті. Герої його оповідань зображені реалістично і здебільшого зображують людей, яким доводиться боротися з труднощами. У його творчості відчувається вплив експресіонізму. Оповідь іноді буває різкою або гротескним. Пізніші новели витримані в більш спокійній тональності.
Вибрана бібліографія
- Luupainajad (комедія під псевдонімом Egon Närep, досі не поставлена, 1924)
- Must rist (збірка повістей, 1925)
- Epp Pillarpardi Punjaba potitehas (збірка новел, 1925)
- Ajude mäss (збірка новел, 1926)
- Гульгус (роман, 1927)
- Relvad vastamisi (збірка новел, 1929)
- Omakohus (збірка новел, 1932)
- Neli tuult jalge all (збірка новел, 1934)
- Teod pahurpidi (збірка новел, 1935)
- Armuleib (збірка новел, 1936)
- Lambavarga Näpsi lorijutte (збірка новел, 1938)

Українською оповідання Пеета Валлака «Селянка» було опубліковано в перекладі О. С. Завгороднього в антології «Естонське радянське оповідання» (К.: «Дніпро», 1982, с. 5-7).

## Особисте життя
Пеет Валлак був одружений з естонською журналісткою та перекладачкою Мар'є Педаяс (Marje Pedajas, 1895–1992).